# Rudolf Wagner
Rudolf Wagner (født 30. juni 1805 i Bayreuth, død 13. maj 1864 i Göttingen) var en tysk fysiolog, anatom og antropolog, bror til Moritz Wagner, far til Adolph og Hermann Wagner.
Han studerede i Erlangen og Würzburg, tog doktorgraden i Würzburg, blev prosektor i Erlangen og 1833 professor i zoologi. 1840 blev han kaldet til Göttingen som professor i fysiologi og komparativ anatomi; han virkede her til sin død.
Wagner tilhører med hensyn til sin fysiologiske opfattelse væsentlig den ældre komparative anatomiske skole, og hans arbejder falder væsentlig indenfor dette område og den komparative udviklingshistorie, men han stod dog i et nært forhold til den moderne fysiologis bestræbelser.
I den bekendte, af Wagner udgivne monografisamling Handwörterbuch der Physiologie mit Rücksicht auf physiologische Pathologie (Braunschweig 1842—53) deltog også den nyere fysiologis forkæmpere. Wagners lærebog i fysiologi var i lang tid en overmåde brugt og for sin tid udmærket lærebog.